# Jack Bros.
 (octobre 2019).
Si vous disposez d'ouvrages ou d'articles de référence ou si vous connaissez des sites web de qualité traitant du thème abordé ici, merci de compléter l'article en donnant les références utiles à sa vérifiabilité et en les liant à la section « Notes et références ».
Jack Bros., Jack Brothers no Meiro de Hīhō! (ジャック・ブラザースの迷路でヒーホー！) en japonais, est un jeu vidéo d'aventure sorti en 1995 sur Virtual Boy. Le jeu a été développé et édité par Atlus.

## Système de jeu
Jack Bros. est un jeu de type Dungeon crawler.

## Localisation
Ce jeu fut le premier de la licence Shin Megami Tensei à avoir été traduit en anglais bien que ce soit un opus mineur de la série.